# Melvin Rhyne
Melvin Rhyne (12. října 1936 Indianapolis, Indiana, USA – 5. března 2013 tamtéž) byl americký jazzový varhaník a hudební skladatel. Začínal jako klavírista ve skupině Rahsaana Rolanda Kirka, ale krátce poté přešel k varhanům. Později hrál například s B. B. Kingem a T-Bone Walkerem. V roce 1959 se stal členem nově vzniklého tria Wese Montgomeryho. Mimo to spolupracoval s umělci, jako byli Herb Ellis, Rob Dixon nebo Fareed Haque.